# 동래부산도병
동래부산도병(東萊釜山圖屛)은 부산광역시 남구 대연동, 부산광역시립박물관에 있는, 20세기 초 동래 전역 즉, 현재의 부산광역시역을 그린 회화에 지명을 부기한 10폭 병풍이다. 2007년 9월 7일 부산광역시의 문화재자료 제40호로 지정되었다.

## 개요
이 작품은 20세기 초 동래 전역 즉, 현재의 부산광역시역을 그린 회화에 지명을 부기한 10폭 병풍으로, 동래부의 각 면과 부산부(釜山府)의 부산면(釜山面)을 망라하고 있다.
지도라기보다는 일련의 산수화로서 느낌이 강하고 산수의 형상, 성곽 주변의 경물, 사원, 항만, 선박 등을 능숙하게 묘사하였으며 색감을 조화롭게 사용하였다.
구성은 전체적인 구도를 미리 생각하지 않고 한 폭 마다 구도를 잡아서 화면을 구성하였으며 각각의 위치에 지명을 적고 있다.
제작 시기는 증기선이 그려져 있는 것으로 보아 증기선의 부산내왕이 일반화된 시기 이후이고, 1905년의 경부선 개통이 되기 이전이다. 관아로서는 1883년 동래감리서 설치 이후이며, 왜관이 일본전관 거류지로 일관(日館)으로 불렸던 시기로 볼 수 있다. 행정구역 면에서는 부산면(釜山面)이 설치된 이후이며 구포가 양산군에 소속되었던 시기이다.
따라서 이 작품은 1905년 외교권 박탈로 부산이사청이 설치되어 왜관이 일본인전관거류지로 불리고, 이후 부산면이 새로이 구획된 시기 전후에 제작된 것으로 판단된다.
산수화풍의 이 지도는 개항 이후 일제에 의한 북빈잔교건설공사(北濱棧橋建設工事), 남빈매축공사(南濱埋築工事), 영선상착평공사(營繕山鑿平工事) 등 이전의 부산의 변천 모습을 잘 알려주는 자료이다.
제작 년대가 다소 떨어지기는 하지만 당시 부산 지역 관아의 배치 등이 상세하게 묘사되어 있어 건축사 연구에 중요한 자료이며, 지방작가의 그림으로 수작(秀作)에 속하는 작품으로 평가된다.

## 참고 자료
- 동래부산도병 - 국가유산청 국가유산포털